# İbrahim Çallı
İbrahim Çallı (Çal, Denizli, 1882 - Istanbul, 22 de maig de 1960) també conegut com a Çallı İbrahim fou un famós pintor turc. La seva pintura Avluda Oturanlar (Asseguts al pati, en turc) de 1913 es va vendre per 2.460.000 TL el 2014. Aquesta fou la pintura venuda a més alt preu de Çallı.

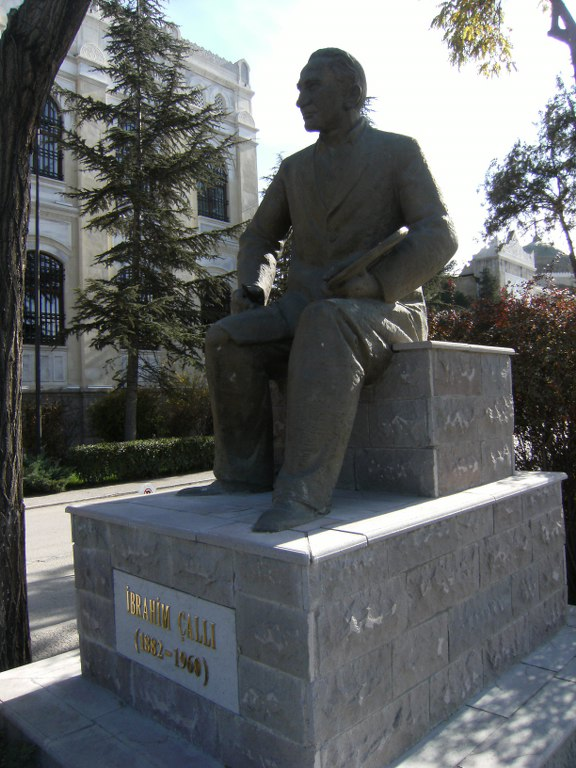
El monument a İbrahim Çallı davant del Museu Estatal de Pintura i Escultura a Ankara.

Nascut al petit poble de Çal, prop de Denizli, en temps d'otomans, inicià la seva educació al seu poble, després cursà estudis secundaris a Esmirna. La seva família l'envià a Istanbul, on es convertí en pintor. Es coneix com a "Çallı" İbrahim (İbrahim de Çal), malnom que va a adoptar com a cognom després de la llei de cognoms (finals de 1934) a Turquia.